# わんぱく天使 (NHKのテレビドラマ)
わんぱく天使（わんぱくてんし）は、1971年10月5日から1973年3月13日まで午後6時20分からNHK総合テレビで放送された、NHK名古屋放送局制作のテレビドラマである。原作はビバリー・クリアリーの「ゆかいなヘンリーくん」である。
元気で思いやりのある少年と、いたずら好きの飼い犬をめぐって起こる珍事件が描かれた。

## あらすじ
名古屋の住宅街に住む小学4年生の純平は、ある日スイミングスクールの帰りにやせた野良犬に出会い、なつかれてしまう。その野良犬を見捨てることが出来ない純平は、犬の世話を全て見ることを条件に両親にも許してもらい、アバラ骨がごつごつするからと「アバラー」と名付けたこの犬を飼うことになった。しかし純平一家に迎えられたアバラーはいたずら好きな犬で様々な珍事件を起こしてしまう。

## キャスト
- 純平：小早川佳樹
- ちず子：沢田久美
- 父：山本耕一
- 母：姫ゆり子
- 小野道之
- 伊藤友乃
- 藤田康夫
- 羽藤聖加

## 主題歌
- 本田路津子
  - NHK名古屋では、視聴者からのおたよりや感想に対し、主題歌の歌詞と楽譜のプレゼントが送られる場合があった。